# 下草站
下草站（韓語：하초역）是朝鮮民主主義人民共和國平安北道宁边郡下草里的一個鐵路車站，属于青年八院线。

## 邻近车站
青年八院线
沙烏站 - 下草站 - 宁边站